# ベストコレクション 〜あの頃の僕がいるなら〜
『ベストコレクション 〜あの頃の僕がいるなら〜』（ベストコレクション あのころのぼくがいるなら）は、樋口了一の初のベストアルバム。2006年11月15日に東芝EMIより発売された。

## 解説
東芝EMI時代とインディーズレーベルから発売されたアルバム4枚からの選曲が中心となっている。そのため、東芝EMI時代の全てのシングル曲が収録されているわけではなく、インディーズレーベルから発売されたシングルは「1/6の夢旅人2002」のみが収録されている。

## 収録曲
1. いまでも
作詞：松井五郎・樋口了一、作曲・編曲：樋口了一
  - 1枚目のシングル。
2. 憧れのレイナ
作詞・作曲・編曲：樋口了一
  - 4枚目のシングル。
  - メナード フェアルーセント CMソング
3. Easy Listening
作詞・作曲：樋口了一、編曲：鳥山雄司
  - 2枚目のアルバム『Easy Listening』収録曲。
4. 君が結婚するなんて思わなかった
  - 作詞・作曲：樋口了一、編曲：鳥山雄司
  - 3枚目のシングル。
  - テレビ東京『売れ線倶楽部』エンディングテーマ
5. エレンディラ
作詞・作曲：樋口了一、編曲：森俊之
  - 3枚目のアルバム『GOGH』収録曲。
6. まわる 〜あの頃の君がいるなら〜
作詞・作曲・編曲：樋口了一
  - 1枚目のアルバム『あの頃の君がいるなら』収録曲。

〜Interlude
1. GOGH
作詞・作曲：樋口了一、編曲：森俊之
  - 3枚目のアルバム『GOGH』収録曲。
2. 幻画の街
作詞・作曲：樋口了一、編曲：森俊之
  - 3枚目のアルバム『GOGH』収録曲。
3. 今日もどこかでデビルマン
作詞：阿久悠、作曲：都倉俊一、編曲：樋口了一・森竹忠太郎
  - 6枚目のシングル『グラフィティ '70』のカップリング曲。
4. Anniversary song
作詞・作曲：樋口了一、編曲：森俊之
  - 7枚目のシングル。
  - 㐧一パン50周年キャンペーンソング
5. TAKE A CHANCE
作詞・作曲・編曲：樋口了一
  - 2枚目のシングル。
  - バンダイビジュアルオリジナルドラマ『プロミスリング 〜鹿島アントラーズ物語〜』主題歌

〜Interlude
1. 1/6の夢旅人2002 (New Recording)
作詞・作曲：樋口了一、編曲：本田優一郎
  - 9枚目のシングル。
  - 北海道テレビ『水曜どうでしょう』「原付ベトナム縦断1800km」エンディングテーマ
  - 北海道テレビ『水曜どうでしょう』DVDシリーズ エンディングテーマ
  - 北海道テレビ『水曜どうでしょうClassic』エンディングテーマ
2. 朝花
作詞・作曲：樋口了一
4枚目のアルバム『lives』収録曲。
3. Still Live In My Heart
作詞：樋口了一、作曲：安雲公亮
  - 鈴木雅之に提供した楽曲のセルフカバー。
4. Road of the Sun 〜出会ってくれたすべての君へ〜
作詞・作曲：樋口了一、編曲：本田優一郎
  - 新曲。

## 演奏
1/6の夢旅人2002 (New Recording)
- 樋口了一：Vocal, Chorus
- 本田優一郎：All Programming, Acoustic Guitar, Electric Guitar
- 斉藤光隆：Bass
- 古田たかし：Drums

Still Live In My Heart
- 樋口了一：Vocal
- 岡本洋：Piano

Road of the Sun
- 樋口了一：Vocal, Chorus
- 本田優一郎：All Programming, Acoustic Guitar, Electric Guitar
- 斉藤光隆：Bass